# Antedon loveni
Antedon loveni is een haarster uit de familie Antedonidae.
De wetenschappelijke naam van de soort werd in 1882 gepubliceerd door Francis Jeffrey Bell.